# Perasia aequa
Perasia aequa là một loài bướm đêm trong họ Noctuidae.